# 諒闇
諒闇（りょうあん）とは、儒教の関連文句で、「礼記」にあるように父母が亡くなった後に「喪を行う部屋や建物」という意味で、転じて「喪に服す」という意味として古代中国では使われることが多い。事実、五世紀を語る『宋書』「倭国伝」には「奄に父兄を喪い、垂成の功をして一簣を獲ざらしむ。居しく諒闇にあり兵甲を動かさず（奄喪父兄、使垂成之功、不獲一簣。居在諒闇、不動兵甲礼記）」と諒闇という文句がでてくる。　「礼記」では「喪は三年」とあるようにかなり長い期間、身を慎み親に孝を尽くすとある。
この儒教「礼記」を模範として、日本では天皇が父母の崩御にあたり喪に服する期間を諒闇と言うようになった。そして、日本の天皇の大喪の期間は1年間だが、後に仁明天皇により喪服を着る期間を13日間として、1年間は心喪に服せばよいとされた。

## 解説
儒教では『礼記』における父の死の3年、母の死の三年の服喪の期間を言うために、実は、現在の日本の天皇の即位の礼が先代天皇の数え年で崩御後3年目に行われるのも、この儒教「礼記」の観念によっている（ただし第125代天皇上皇明仁の即位の礼は昭和天皇崩御の翌年に行われた）。「論語」憲問篇によれば、殷の頃は君主が亡くなると新しい君主は「諒陰三年言わず」とあり、言葉を発することすら慎んだので万事を宰相が決裁していたとある。
日本においては、古代律令法の喪葬令や儀制令に天皇の服喪規定があるものの、3日間と短く、実際にはより長期の期間行われている。記録上確認できるのは、『続日本紀』に記された聖武上皇の母藤原宮子の死去の時（母親の事例）と同じく桓武天皇の父光仁上皇の崩御の時（父親の事例）に宮中行事が中止されたことが記されている。